# Challenge Airlines IL
Challenge Airlines IL, in precedenza CAL Cargo Airlines Ltd. (in ebraico: ק.א.ל. קווי אוויר למטען) è una compagnia aerea cargo con sede centrale all'aeroporto Internazionale Ben Gurion, Israele.
La compagnia opera voli di linea cargo e servizi charter che trasportano merci non standard e merci generiche a livello internazionale. La sua base principale è l'aeroporto Ben Gurion, che serve Tel Aviv, e ha un hub all'aeroporto di Liegi (Belgio). La compagnia trasporta circa 100.000 tonnellate di merci all'anno, comprese tutte le categorie di merci non standard: prodotti farmaceutici e sanitari a temperatura controllata, animali vivi, merci pericolose, carichi di grandi dimensioni e in sovrappeso, prodotti freschi deperibili e beni di valore, comprese le belle arti. Lo slogan aziendale è Challenge accepted.

## Storia
CAL venne fondata nel giugno 1976, iniziando le operazioni charter nel novembre dello stesso anno. In origine, la compagnia aerea noleggiava un aereo dalla El Al; tuttavia, il 1º dicembre 1999, iniziò a operare servizi di linea utilizzando i propri aeromobili in seguito al ricevimento delle licenze del governo israeliano all'inizio del 1999.
Nel 1997, CAL acquisì il terminal cargo LACHS in Belgio (Liège Airport Cargo Handling Services), che è ancora interamente di proprietà e gestito da CAL, e si rivolge alla specialità di CAL riguardo alle merci non standard. Nel 2010, CAL è stata acquistata privatamente da Offer Gilboa e ha ampliato le sue operazioni di volo per includere voli giornalieri da e per New York.
CAL Cargo Airlines e Challenge Airlines sono state integrate nel Challenge Group nel 2020. Nel 2022, CAL Cargo Airlines è stata rinominata Challenge Airlines IL.

## Destinazioni
Al 2022, Challenge Airlines IL opera voli tra Belgio, Cina, Cipro, Hong Kong, Israele, Norvegia e Stati Uniti d'America.

## Flotta

### Flotta attuale
A gennaio 2024 la flotta di Challenge Airlines IL è così composta:

### Flotta storica
Challenge Airlines IL operava in precedenza con i seguenti aeromobili: